# Georgi Karaslawow

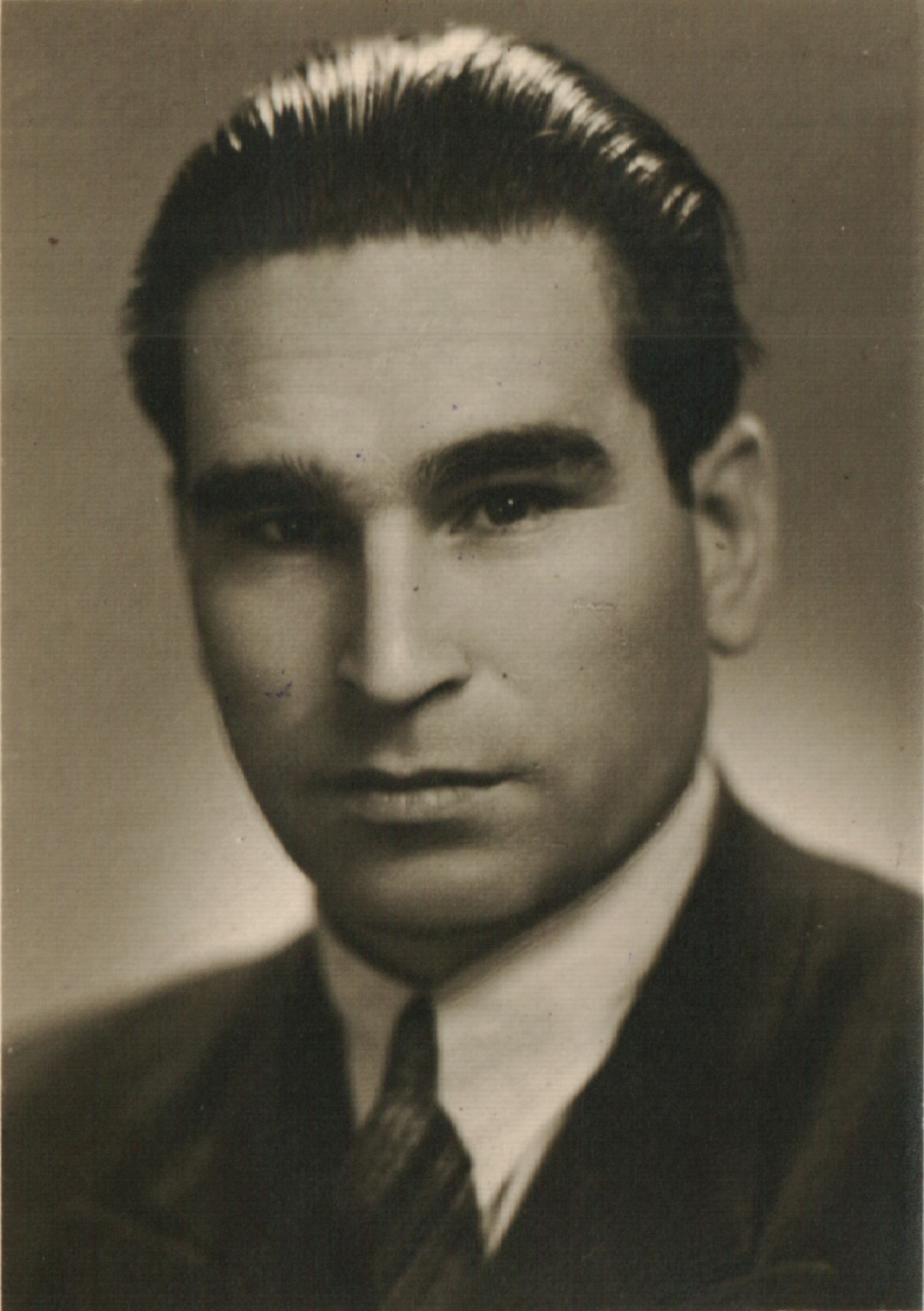
Porträt von Georgi Karaslawow

Georgi Slawow Karaslawow (bulgarisch Георги Славов Караславов; * 25. Januar 1904 in Debar; † 26. Januar 1980 in Sofia) war ein bulgarischer Schriftsteller.

## Leben
Karaslawow wurde als Sohn eines Bauern geboren. Er engagierte sich früh in der Arbeiterbewegung. In den Jahren 1929/30 studierte er Agronomie in Prag. 1931 veröffentlichte er einen Reportageroman, in dem er seine Erlebnisse verarbeitete. Nach der Machtübernahme der bulgarischen Kommunisten im Jahr 1944 übernahm er Leitungsfunktionen im kulturellen und politischen Bereich Bulgariens. Ab 1958 war er Mitglied des Zentralkomitees der Bulgarischen Kommunistischen Partei. 1961 wurde er Mitglied der Bulgarischen Akademie der Wissenschaften.
Seine Werke werden dem Sozialistischen Realismus zugeordnet. Neben Romanen verfasste er auch Novellen, Dramen, Kinderbücher und literarische Studien.
Karaslawow wurde als Held der Volksrepublik Bulgarien, als Held der Sozialistischen Arbeit und mit dem Dimitroffpreis ausgezeichnet.

## Werke (Auswahl)
- Tatul, 1939 (deutsch: Stechapfel, 1964)
- Snacha, 1942 (deutsch: Die Schwiegertochter, 1954)
- Tango, 1948 (deutsch: Tango, 1956)
- O'iknoveni chora, 1952 (deutsch: Stanka, 1958)
- Selski istorii (deutsch: Der ungläubige Thomas, 1956)
- Christo Smirnenski, 1953